# Линту, Ханну
Ха́нну Ли́нту (фин. Hannu Lintu; род. 13 октября 1967, Раума, Финляндия) — финский дирижёр, награждённый высшей наградой для деятелей искусства — медалью Pro Finlandia (2015).
В разное время был главным дирижёром филармонических оркестров Турку и Тампере, Хельсингборгского симфонического оркестра и симфонического оркестра Финского радио.
С 2022 года избран главным дирижёром оркестра Национальной оперы и балета Финляндии. Одновременно с 2023 года главный дирижёр Оркестра Гульбенкяна (Португалия).